# Эш (буква)
Ʃ, ʃ (эш) — буква расширенной латиницы, символ МФА. Её строчная форма похожа на долгую S или знак интеграла. В Африканском алфавите в качестве заглавной формы использовалась заглавная греческая сигма. В более позднем Африканском эталонном алфавите использовалась заглавная форма, выглядящая как широкая строчная (). Строчная форма была введена Айзеком Питманом в фонотипический алфавит для обозначения глухого постальвеолярного спиранта (английское sh). Сейчас используется в Международном фонетическом алфавите и в алфавитах нескольких африканских языков.